# WYSIWYG
WYSIWYG, What You See Is What You Get, engelska för "vad man ser [på bildskärmen] är vad man får [utskrivet]", är ett begrepp för ordbehandlare och layoutprogram som syftar på att programmet på skärmen hela tiden avbildar textens utseende mer eller mindre som resultatet blir på papper. Konceptet bygger på att användaren ska slippa skriva särskilda instruktioner till programmet för att exempelvis skapa fetstil, eller i webbsammanhang göra länkar, formatering eller grafiska element. WYSIWYG-uttrycket används nu för tiden även i en rad andra sammanhang, i synnerhet om program för att skapa webbsidor, då till skillnad från program som i första hand visar själva HTML-koden och eventuellt en enklare förhandsvisning.
Då man använder WYSIWYG-program bör man vara medveten om konceptets begränsningar: vad man får utskrivet eller vad någon ser med sin webbläsare beror långt på den apparatur som då används, medan WYSIWYG-programmet utgår från vad den som använder programmet för tillfället har tillgängligt, och alltså är att betrakta som ett exempel på hur slutresultatet kan se ut. En användare som inte är medveten om detta kan lockas att på www-sidor använda funktioner som tvärtom gör slutresultatet mycket känsligt för små variationer – till exempel i fönsterstorlek eller tillgängliga fonter – eller helt oanvänbart med tillräckligt annorlunda apparatur. Också med populära ordbehandlare kan användaren råka ut för överraskningar, såsom ändrad sidindelning vid byte av skrivare.

## Ordbehandlare
De flesta moderna ordbehandlare använder WYSIWYG-konceptet. Vissa program använder något som liknar WYSIWYG, men där typsnitt, spaltbredd med mera kan väljas skilt för redigeringsläget (datorskärmen) och för utskriften. LyX-teamet kallar detta för WYSIWYM – vad du ser är vad du menar. För att verkligen se vad man kommer att få på papper måste man välja en explicit förhandsvisning.

## Webbdesign
Den första WYSIWYG-editorn för HTML-kod var WebMagic som lanseras 1994. I oktober 1995 släppte företaget Vermeer Technologies FrontPage, som var den första som blev populär på bred front. Tre månader senare köptes den upp av Microsoft för 133 miljoner dollar. År 1997 släppte företaget Macromedia WYSIWYG-editorn Dreamweaver. År 2005 köptes Macromedia (med Dreamweaver) av Adobe Systems.